# راي تيلفورد
راي تيلفورد هو لاعب كرة قدم كندي، ولد في 23 نوفمبر 1946 في نيوكاسل أبون تاين في المملكة المتحدة. شارك مع منتخب كندا لكرة القدم.

## وصلات خارجية
- راي تيلفورد على موقع الاتحاد الدولي (مؤرشف)  (الإنجليزية)
- راي تيلفورد على موقع ناشيونال فوتبول تيمز (الإنجليزية)
- راي تيلفورد على موقع عالم كرة القدم.نت (الإنجليزية)
- راي تيلفورد على موقع أوليمبيديا (الإنجليزية)